# Chautauqua
Chautauqua jest ruchem edukacji dorosłych, który był popularny w USA w końcu 19. i na początku 20. stulecia. 
Zgromadzenia Chautauqua rozwijały się i rozprzestrzeniały się poprzez Amerykę wiejską aż do lat 1920. Chautauqua dostarczała rozrywki kulturalnej dla całej społeczności - sprowadzając mówców, wykładowców, muzyków, artystów rozrywki, postacie religijne oraz wszelkiego rodzaju specjalistów.